# 1451
1451 (MCDLI) je bilo navadno leto, ki se je po julijanskem koledarju začelo na petek.

## Dogodki
- 1. januar
- 11. april - Celje dobi mestne pravice po ukazu celjskega grofa Friderika II.

## Rojstva
- Krištof Kolumb, pomorščak, raziskovalec († 1506)

## Smrti
- John Lydgate, angleški pesnik (* 1370)